# 德揚·拉薩瑞維克
德揚·拉薩瑞維克（1990年2月15日—）是一位斯洛文尼亞足球運動員，在場上的位置是側鋒。他現在效力於意大利足球甲級聯賽球隊薩斯索羅足球體育會。

## 外部連結
- 90minut.pl网站上德揚·拉薩瑞維克的资料（波兰語）